# Selección femenina de baloncesto 3x3 de España
La selección femenina de baloncesto 3x3 de España es el combinado que representa a España en las competiciones internacionales de la modalidad de baloncesto 3×3 femenino.
En el 2024 obtuvo la medalla de plata en los Juegos Olímpicos de París al caer en la final ante  Alemania por 17-16 en La Concorde. El equipo olímpico que participó en la edición 2024 estuvo conformado por Vega Gimeno, Sandra Ygueravide, Juana Camilión y Gracia Alonso de Armiño.

## Resultado

### Juegos Olímpicos
- París 2024: 2.°

### Juegos Olímpicos de la Juventud
- Nankín 2014: 3.°

### Juegos Europeos
- Bakú 2015: 3.°
- Cracovia 2023: 3.°

### Juegos Mediterráneos
- Orán 2022: 1.°
- Tarragona 2018: 2.°

### Copa Mundial de Baloncesto 3x3
- Guangzhou 2016: 4.°

### Campeonato Europeo 3x3 de Baloncesto Femenino
- París 2021: 1.°
- Viena 2024: 1.°
- Ámsterdam 2017: 2.°
- Debrecen 2019: 2.°
- Jerusalén 2023: 2.°

### Copa Mundial Sub-18
- Rimini 2011: 1.°
- Alcobendas 2012: 2.°
- Debrecen 2021: 2.°
- Yakarta 2013: 3.°
- Astana 2016: 3.°
- Debrecen 2022: 3.°

### Campeonato Europeo Sub-17
- Tiflis 2019: 1.°
- Lisboa 2021: 1.°
- Atenas 2022: 2.°
- Heraclión 2023: 2.°

## Medallero histórico
| Competición          | Oro | Plata | Bronce | Total |
| -------------------- | --- | ----- | ------ | ----- |
| Juegos Europeos      | 0   | 0     | 2      | 2     |
| Juegos Mediterráneos | 1   | 1     | 0      | 2     |
| Campeonato Europeo   | 2   | 3     | 0      | 5     |
| Copa Mundial         | 0   | 0     | 0      | 0     |
| Juegos Olímpicos     | 0   | 1     | 0      | 1     |
| Copa de Campeones    | 0   | 1     | 0      | 1     |
| Total                | 3   | 6     | 2      | 11    |

## Medallero histórico juvenil
| Competición                     | Oro | Plata | Bronce | Total |
| ------------------------------- | --- | ----- | ------ | ----- |
| Juegos Olímpicos de la Juventud | 0   | 0     | 1      | 1     |
| Copa Mundial Sub-23             | 0   | 0     | 0      | 0     |
| Copa Mundial Sub-18             | 1   | 2     | 3      | 6     |
| Campeonato Europeo Sub-17       | 2   | 2     | 0      | 4     |
| Total                           | 3   | 4     | 4      | 11    |